# 奥斯卡最佳艺术指导奖
奥斯卡最佳製作設計獎（英語：Academy Award for Best Production Design）也稱最佳藝術指導獎，是奥斯卡金像奖的其中一个奖项，每年由美国电影艺术与科学学会颁发给该年度杰出的电影艺术指导和美術指導。此獎項於第1屆奧斯卡金像獎便設有該獎項，當時名稱為「Best Art Direction」，在1940年第13屆到1967年第40屆時區分為「最佳黑白片藝術指導」和「最佳彩色片藝術指導」（僅1957年第30屆和1958年第31屆曾整併為一個最佳藝術指導獎項）；1941年第14屆則再把獲獎人所擔任的工作分為「美術指導」（Art director，2009年第82屆起更名為「製作指導」Production Design至今）和「布景設計」（Interior decorator，1947年第20屆起更名為Set Decoration至今）。目前獎項名稱「Production Design」則是從2012年第85屆起正式更名。

## 熟面孔
| 项目                           | 姓名            | 次数     | 附注         |
| ------------------------------ | --------------- | -------- | ------------ |
| 获奖最多                       | 塞德里克·吉本森 | 11次     | 共39次获提名 |
| 提名最多                       | 塞德里克·吉本森 | 39次     | 其中11次获奖 |
| 始终未获奖的人中提名次数最多的 | 罗兰·安德森     | 15次提名 |              |

## 提名與獲獎名單

### 1920年代
| 年份              | 片名               | 美術指導           |
| ----------------- | ------------------ | ------------------ |
| 1927/1928 (第1届) | 《鴿》及《暴风雨》 | 威廉·卡麥隆·孟席斯 |
| 1927/1928 (第1届) | 《第七天堂》       | 哈利·奧利佛        |
| 1927/1928 (第1届) | 《日出》           | 罗切斯·葛利斯      |
| 1928/1929 (第2届) |                    |                    |
| 《圣陆雷大桥》    | 塞德里克·吉本森    |                    |
| 《爱国男儿》      | 汉斯·德赖尔        |                    |
| 《不同凡响》      | 米切尔·莱森        |                    |
| 《辩词》          | 威廉·卡梅隆·孟席斯 |                    |
| 《苏醒》          | 威廉·卡梅隆·孟席斯 |                    |
| 《馬路天使》      | 哈瑞·奥利弗        |                    |

### 1930年代
| 年份                   | 片名                                              | 美術指導           |
| ---------------------- | ------------------------------------------------- | ------------------ |
| 1929/1930 (第3届)      | 《爵士之王》                                      | 赫尔曼·罗斯        |
| 1929/1930 (第3届)      | 《名媛双胞案》                                    | 威廉·卡梅隆·孟席斯 |
| 1929/1930 (第3届)      | 《璇宫艳史》                                      | 汉斯·德赖尔        |
| 1929/1930 (第3届)      | 《萨利》                                          | 杰克·奥基          |
| 1929/1930 (第3届)      | 《流浪國王》                                      | 汉斯·德赖尔        |
| 1930/1931 (第4届)      |                                                   |                    |
| 《壮志千秋》           | 麦克斯·雷                                         |                    |
| 《五十年后之世界》     | 斯蒂芬·戈松 和 拉尔夫·哈梅拉斯                    |                    |
| 《摩洛哥》             | 汉斯·德赖尔                                       |                    |
| 《斯文加利》           | 安东·格罗特                                       |                    |
| 《哇呼！》             | 李察·戴伊                                         |                    |
| 1931/1932 (第5届)      |                                                   |                    |
| 《横越大西洋》         | 戈登·怀尔斯                                       |                    |
| 《我们等待自由》       | 拉扎尔·梅森                                       |                    |
| 《阿罗史密斯》         | 李察·戴伊                                         |                    |
| 1932/1933 (第6届)      |                                                   |                    |
| 《气壮山河》           | 威廉·S·达林                                       |                    |
| 《戰地春夢》           | 汉斯·德赖尔 和 罗兰·安德森                        |                    |
| 《春缘》               | 塞德里克·吉本森                                   |                    |
| 1934 (第7届)           |                                                   |                    |
| 《风流寡妇》           | 塞德里克·吉本森 和 弗莱德里克·霍普                |                    |
| 《塞利尼事件》         | 李察·戴伊                                         |                    |
| 《柳暗花明》           | 范·内斯特·波格拉斯 和 卡罗·克拉克                 |                    |
| 1935 (第8届)           |                                                   |                    |
| 《黑暗天使》           | 李察·戴伊                                         |                    |
| 《抗敌英雄》           | 汉斯·德赖尔 和 罗兰·安德森                        |                    |
| 《礼帽》               | 范·内斯特·波格拉斯 和 卡罗·克拉克                 |                    |
| 1936 (第9届)           |                                                   |                    |
| 《孔雀夫人》           | 李察·戴伊                                         |                    |
| 《风流世家》           | 安东·格罗特                                       |                    |
| 《歌舞大王齐格飞》     | 塞德里克·吉邦斯、艾迪·易马祖 和 埃德温·威利斯     |                    |
| 《伦敦劳埃德》         | 威廉·S·达林                                       |                    |
| 《衣冠禽兽》           | 艾伯特·达戈斯蒂诺 和 杰克·奥特森                  |                    |
| 《罗密欧与茱丽叶》     | 塞德里克·吉邦斯、弗莱德里克·霍普 和 埃德温·威利斯 |                    |
| 《温特塞镇》           | 佩里·弗格森                                       |                    |
| 1937 (第10届)          |                                                   |                    |
| 《消失的地平线》       | 斯蒂芬·戈松                                       |                    |
| 《困苦中的年轻女人》   | 卡罗·克拉克                                       |                    |
| 《威莉温基》           | 威廉·S·达林 和 大卫·霍尔                          |                    |
| 《死角》               | 李察·戴伊                                         |                    |
| 《心灵欲海》           | 汉斯·德赖尔 和 罗兰·安德森                        |                    |
| 《征服》               | 塞德里克·吉布斯 和 威廉·霍宁                      |                    |
| 《左拉传》             | 安东·格罗特                                       |                    |
| 《每天都是假日》       | 维阿德·伊恩                                       |                    |
| 《曼哈顿旋转木马》     | 约翰·维克多·麦凯                                  |                    |
| 《为你倾情》           | 杰克·奥特森                                       |                    |
| 《1938年的时尚》       | 亚历山大·托鲁波夫                                 |                    |
| 《罗宫秘史》           | 莱尔·惠勒                                         |                    |
| 1938 (第11届)          |                                                   |                    |
| 《羅賓漢冒險記》       | 卡尔·韦尔                                         |                    |
| 《古德温闹剧》         | 李察·戴伊                                         |                    |
| 《一夜春梦》           | 汉斯·德赖尔 和 約翰·古德曼                        |                    |
| 《绝代艳后》           | 塞德里克·吉布斯                                   |                    |
| 《風流大姨》           | 斯蒂芬·戈松 和 莱昂内尔·班克斯                    |                    |
| 《征服》               | 塞德里克·吉布斯 和 威廉·霍宁                      |                    |
| 《我们生活愉快》       | 查尔斯·霍尔                                       |                    |
| 《亚历山大的爵士乐队》 | 伯纳德·赫兹布朗 和 伯里斯·列文                    |                    |
| 《莺歌燕舞》           | 杰克·奥特森                                       |                    |
| 《乐天派》             | 范·内斯特·波格拉斯                                |                    |
| 《海角游魂》           | 亚历山大·托鲁波夫                                 |                    |
| 《湯姆歷險記》         | 莱尔·惠勒                                         |                    |
| 1939 (第12届)          |                                                   |                    |
| 《乱世佳人》           | 莱尔·惠勒                                         |                    |
| 《華府風雲》           | 莱昂内尔·班克斯                                   |                    |
| 《呼啸山庄》           | 詹姆斯·巴斯維                                     |                    |
| 《雨季来临》           | 威廉·S·达林 和 喬治·達德利                        |                    |
| 《火爆三兄弟》         | 汉斯·德赖尔 和 羅伯特·奧德爾                      |                    |
| 《绿野仙踪》           | 塞德里克·吉布斯 和 威廉·霍宁                      |                    |
| 《江山美人》           | 安东·格罗特                                       |                    |
| 《愤怒的船长》         | 查尔斯·霍尔                                       |                    |
| 《征服者》             | 约翰·维克多·麦凯                                  |                    |
| 《初戀》               | 杰克·奥特森 和 馬汀·奧布理納                      |                    |
| 《瓊樓密約》           | 范·内斯特·波格拉斯 和 阿爾弗雷德·赫爾曼           |                    |
| 《驛馬車》             | 亚历山大·托鲁波夫                                 |                    |

### 1940年代
| 年份          | 片名                | 美術指導                             | 場景設計                             |  |
| ------------- | ------------------- | ------------------------------------ | ------------------------------------ |  |
| 1940 (第13届) | 黑白片              | 黑白片                               | 黑白片                               |  |
| 1940 (第13届) | 《傲慢与偏见》      | 塞德里克·吉本森 和 保罗·格鲁斯       | —                                    |  |
| 1940 (第13届) | 《时代儿女》        | 汉斯·德赖尔 和 罗伯特·亚瑟           | —                                    |  |
| 1940 (第13届) | 《亞利桑那》        | 莱昂内尔·班克斯 和 罗伯特·彼得森     | —                                    |  |
| 1940 (第13届) | 《雪城双兄弟》      | 杰克·奥特森                          | —                                    |  |
| 1940 (第13届) | 《黑色命令》        | 约翰·维克多·麦凯                     | —                                    |  |
| 1940 (第13届) | 《海外特派员》      | 亚历山大·格力尊                      | —                                    |  |
| 1940 (第13届) | 《莉莲》            | 李察·戴伊 和 约瑟夫·赖特             | —                                    |  |
| 1940 (第13届) | 《好妻子》          | 范·内斯特·波格拉斯 和 马克·李·柯克   | —                                    |  |
| 1940 (第13届) | 《我的儿子》        | 约翰·杜卡斯·舒茨                     | —                                    |  |
| 1940 (第13届) | 《我们的小镇》      | 刘易斯·拉起米尔                      | —                                    |  |
| 1940 (第13届) | 《蝴蝶梦》          | 莱尔·惠勒                            | —                                    |  |
| 1940 (第13届) | 《海鹰》            | 安东·格罗特                          | —                                    |  |
| 1940 (第13届) | 《西部人》          | 詹姆斯·巴斯維                        | —                                    |  |
| 1940 (第13届) | 彩色片              |                                      |                                      |  |
| 1940 (第13届) | 《月宫宝盒》        | 文森特·科达                          | —                                    |  |
| 1940 (第13届) | 《苦涩的甜蜜》      | 塞德里克·吉本森 和 约翰·迪特尔       | —                                    |  |
| 1940 (第13届) | 《阿根廷之恋》      | 李察·戴伊 和 约瑟夫·赖特             | —                                    |  |
| 1940 (第13届) | 《骑军血战史》      | 汉斯·德赖尔 和 罗兰·安德森           | —                                    |  |
| 1941 (第14届) | 黑白片              | 黑白片                               | 黑白片                               |  |
| 1941 (第14届) | 《翡翠谷》          | 李察·戴伊 和 納森·朱蘭               | 湯瑪斯·雷托                          |  |
| 1941 (第14届) | 《難捨黎明》        | 汉斯·德赖尔 和 罗伯特·亚瑟           | 山姆·寇默                            |  |
| 1941 (第14届) | 《落日浴血記》      | 亚历山大·格力尊                      | 理查德·伊爾文                        |  |
| 1941 (第14届) | 《公民凯恩》        | 佩里·弗格森 和 范·内斯特·波格拉斯    | A.羅蘭·菲爾德斯 和 達瑞爾·西爾維拉   |  |
| 1941 (第14届) | 《退休女士》        | 莱昂内尔·班克斯                      |                                      |  |
| 1941 (第14届) | 《海外特派员》      | 亚历山大·格力尊                      | 喬治·蒙哥馬利                        |  |
| 1941 (第14届) | 《約克軍曹》        | 約翰·修斯                            | 佛瑞德·M·馬克萊                      |  |
| 1941 (第14届) | 《小狐狸》          | 斯蒂芬·戈松                          | 霍華德·布里斯托爾                    |  |
| 1941 (第14届) | 《漢密爾頓夫人》    | 文森·科達                            | 茱莉亞·赫倫                          |  |
| 1941 (第14届) | 《基督山之子》      | 約翰·杜卡斯·舒茨                     | 艾德華·G·博伊爾                      |  |
| 1941 (第14届) | 《春緣》            | 塞德里克·吉本森 和 蘭道爾·杜爾       | 埃德温·威利斯                        |  |
| 1941 (第14届) | 《新奧爾良之光》    | 杰克·奥特森 和 馬汀·奧布理納         | 羅素·A·高斯曼                        |  |
| 1941 (第14届) | 彩色片              |                                      |                                      |  |
| 1941 (第14届) | 《落花飘零》        | 塞德里克·吉本森 和 尤里·麥卡利       | 埃德温·威利斯                        |  |
| 1941 (第14届) | 《碧血黃沙》        | 李察·戴伊 和 约瑟夫·赖特             | 湯瑪斯·雷托                          |  |
| 1941 (第14届) | 《烏龍政客》        | 拉烏爾·杜波依斯                      | 史蒂芬·西摩                          |  |
| 1942 (第15届) | 黑白片              | 黑白片                               | 黑白片                               |  |
| 1942 (第15届) | 《高于一切》        | 李察·戴伊 和 约瑟夫·赖特             | 湯瑪斯·雷托                          |  |
| 1942 (第15届) | 《城中頭條》        | 莱昂内尔·班克斯 和 鲁道夫·斯特尔纳德 | 费依·比考克                          |  |
| 1942 (第15届) | 《银色皇后》        | 拉尔夫·伯格                          | 埃米尔·库里                          |  |
| 1942 (第15届) | 《安培逊大族》      | 阿尔伯特·S·阿戈斯蒂诺                | A.羅蘭·菲爾德斯 和 達瑞爾·西爾維拉   |  |
| 1942 (第15届) | 《盼卿来信》        | 汉斯·德雷尔 和 罗兰·安德森           | 山姆·寇默                            |  |
| 1942 (第15届) | 《洋基的驕傲》      | 佩里·弗格森                          | 霍華德·布里斯托爾                    |  |
| 1942 (第15届) | 《鸳梦重温》        | 塞德里克·吉本森 和 兰道·杜尔         | 埃德温·威利斯 和 傑克·摩爾           |  |
| 1942 (第15届) | 《上海风光》        | 伯里斯·列文                          | 伯里斯·列文                          |  |
| 1942 (第15届) | 《华盛顿睡在这里》  | 马克斯·帕克 和 马克-里·柯克          | 凯茜·罗伯茨                          |  |
| 1942 (第15届) | 《掠夺者》          | 约翰·B·古德曼 和 杰克·奥特森         | 艾德華·G·博伊爾                      |  |
| 1942 (第15届) | 彩色片              |                                      |                                      |  |
| 1942 (第15届) | 《不是冤家不聚头》  | 李察·戴伊 和 约瑟夫·赖特             | 湯瑪斯·雷托                          |  |
| 1942 (第15届) | 《野风》            | 汉斯·德雷尔 和 罗兰·安德森           | 乔治·索利                            |  |
| 1942 (第15届) | 《天方夜谭》        | 亚历山大·格力尊 和 杰克·奥特森       | 罗素·古斯曼 和 伊拉·韦布             |  |
| 1942 (第15届) | 《丛林之书》        | 文森特·柯达                          | 朱莉亚·赫伦                          |  |
| 1942 (第15届) | 《空军英雄》        | 泰德·史密斯                          | 凯茜·罗伯茨                          |  |
| 1943 (第16届) | 黑白片              | 黑白片                               | 黑白片                               |  |
| 1943 (第16届) | 《聖女之歌》        | 詹姆斯·巴斯維 和 威廉·S·达林         | 湯瑪斯·雷托                          |  |
| 1943 (第16届) | 《为自由而战》      | 艾伯特·达戈斯蒂诺 和 卡罗·克拉克     | 達瑞爾·西爾維拉 和 哈维·米勒         |  |
| 1943 (第16届) | 《开罗谍报战》      | 汉斯·德赖尔 和 恩斯特·菲格特         | 伯特伦·格兰杰                        |  |
| 1943 (第16届) | 《反攻洛血战》      | 佩里·弗格森                          | 霍華德·布里斯托爾                    |  |
| 1943 (第16届) | 《居里夫人》        | 塞德里克·吉本森 和 保罗·格鲁斯       | 埃德温·威利斯 和 休·亨特             |  |
| 1943 (第16届) | 《莫斯科使团》      | 卡尔·韦尔                            | 乔治·J·霍普金斯                      |  |
| 1943 (第16届) | 彩色片              |                                      |                                      |  |
| 1943 (第16届) | 《歌剧魅影》        | 亚历山大·格力尊 和 約翰·古德曼       | 罗素·古斯曼 和 伊拉·S·韦布           |  |
| 1943 (第16届) | 《大伙儿都在》      | 詹姆斯·巴斯維 和 约瑟夫·赖特         | 湯瑪斯·雷托                          |  |
| 1943 (第16届) | 《戰地鐘聲》        | 汉斯·德赖尔 和 哈尔丹·道格拉斯       | 伯特伦·格兰杰                        |  |
| 1943 (第16届) | 《萬眾歡騰》        | 塞德里克·吉本森 和 丹尼尔·卡斯卡特   | 埃德温·威利斯 和 雅克·梅泽罗         |  |
| 1943 (第16届) | 《从军乐》          | 約翰·修斯                            | 乔治·J·霍普金斯                      |  |
| 1944 (第17届) | 黑白片              | 黑白片                               | 黑白片                               |  |
| 1944 (第17届) | 《煤氣燈下》        | 塞德里克·吉本森 和 威廉·費拉里       | 保羅·胡爾德申斯基 和 埃德温·威利斯   |  |
| 1944 (第17届) | 《無法投遞》        | 莱昂内尔·班克斯 和 沃爾特·霍爾舍     | 約瑟夫·基什                          |  |
| 1944 (第17届) | 《馬克·吐溫歷險記》 | 約翰·修斯                            | 佛瑞德·M·馬克萊                      |  |
| 1944 (第17届) | 《風流債》          | 佩里·弗格森                          | 朱莉亚·赫伦                          |  |
| 1944 (第17届) | 《羅娜秘記》        | 莱尔·惠勒 和 利蘭·福勒               | 湯瑪斯·雷托                          |  |
| 1944 (第17届) | 《忙裡偷愛》        | 汉斯·德赖尔 和 罗伯特·亚瑟           | 山姆·寇默                            |  |
| 1944 (第17届) | 《自君別後》        | 马克-里·柯克                         | 维克托·甘吉林                        |  |
| 1944 (第17届) | 《舞步輕快》        | 艾伯特·达戈斯蒂诺 和 卡罗·克拉克     | 達瑞爾·西爾維拉 和 克勞德·E·卡本特   |  |
| 1944 (第17届) | 彩色片              |                                      |                                      |  |
| 1944 (第17届) | 《威爾遜總統傳》    | 维阿德·伊恩                          | 湯瑪斯·雷托                          |  |
| 1944 (第17届) | 《高潮》            | 约翰·B·古德曼 和 亚历山大·格力尊     | 罗素·古斯曼 和 伊拉·韦布             |  |
| 1944 (第17届) | 《封面女郎》        | 莱昂内尔·班克斯 和 凱瑞·奧德爾       | 费依·比考克                          |  |
| 1944 (第17届) | 《沙漠之歌》        | 查爾斯·諾維                          | 傑克·麥科納                          |  |
| 1944 (第17届) | 《榮華富貴》        | 塞德里克·吉本森 和 丹尼尔·卡斯卡特   | 埃德温·威利斯 和 理查德·佩佛勒       |  |
| 1944 (第17届) | 《嫦娥幻夢》        | 汉斯·德赖尔 和 拉烏爾·杜波依斯       | 雷·莫耶                              |  |
| 1944 (第17届) | 《公主與海盜》      | 恩斯特·菲格特                        | 霍華德·布里斯托爾                    |  |
| 1945 (第18届) | 黑白片              | 黑白片                               | 黑白片                               |  |
| 1945 (第18届) | 《太陽之血》        | 维阿德·伊恩                          | A.羅蘭·菲爾德斯                      |  |
| 1945 (第18届) | 《危險試驗》        | 阿尔伯特·S·阿戈斯蒂诺 和 杰克·奥基   | 達瑞爾·西爾維拉 和 克勞德·E·卡本特   |  |
| 1945 (第18届) | 《天路歷程》        | 詹姆斯·巴斯維 和 威廉·S·达林         | 湯瑪斯·雷托 和 弗蘭克·E·休斯         |  |
| 1945 (第18届) | 《柔腸寸斷》        | 汉斯·德赖尔 和 罗兰·安德森           | 山姆·寇默 和 雷·莫耶                 |  |
| 1945 (第18届) | 《道林·格雷的畫像》 | 塞德里克·吉本森 和 漢斯·皮特斯       | 埃德温·威利斯、約翰·波纳 和 休·亨特  |  |
| 1945 (第18届) | 彩色片              |                                      |                                      |  |
| 1945 (第18届) | 《海盜艶史》        | 汉斯·德赖尔 和 恩斯特·菲格特         | 山姆·寇默                            |  |
| 1945 (第18届) | 《狂戀》            | 莱尔·惠勒 和 莫里斯·蘭斯福德         | 湯瑪斯·雷托                          |  |
| 1945 (第18届) | 《玉女神駒》        | 塞德里克·吉本森 和 尤里·麥卡利       | 埃德温·威利斯 和 米爾德雷德·格里菲斯 |  |
| 1945 (第18届) | 《單刀赴會》        | 泰德·史密斯                          | 傑克·麥科納                          |  |
| 1945 (第18届) | 《一千零一夜》      | 斯蒂芬·戈松 和 鲁道夫·斯特尔纳德     | 弗蘭克·圖特爾                        |  |
| 1946 (第19届) | 黑白片              | 黑白片                               | 黑白片                               |  |
| 1946 (第19届) | 《安娜與暹羅王》    | 威廉·S·达林 和 莱尔·惠勒             | 湯瑪斯·雷托 和 弗蘭克·E·休斯         |  |
| 1946 (第19届) | 《風流貴婦》        | 汉斯·德赖尔 和 沃爾特·泰勒           | 山姆·寇默 和 雷·莫耶                 |  |
| 1946 (第19届) | 《剃刀邊緣》        | 李察·戴伊 和 納森·朱蘭               | 湯瑪斯·雷托 和 保羅·福克斯           |  |
| 1946 (第19届) | 彩色片              |                                      |                                      |  |
| 1946 (第19届) | 《鹿苑長春》        | 塞德里克·吉本森 和 保罗·格鲁斯       | 埃德温·威利斯                        |  |
| 1946 (第19届) | 《凱撒和埃及豔后》  | 約翰·布萊恩                          | —                                    |  |
| 1946 (第19届) | 《亨利五世》        | 保羅·謝里夫 和 卡門·狄龍             | —                                    |  |
| 1947 (第20届) | 黑白片              | 黑白片                               | 黑白片                               |  |
| 1947 (第20届) | 《孤星血淚》        | 威爾弗雷德·辛格頓                    | 約翰·布萊恩                          |  |
| 1947 (第20届) | 《朱門怨》          | 莱尔·惠勒 和 莫里斯·蘭斯福德         | 湯瑪斯·雷托 和 保羅·福克斯           |  |
| 1947 (第20届) | 彩色片              |                                      |                                      |  |
| 1947 (第20届) | 《黑水仙》          | 阿爾弗雷德·榮格                      | —                                    |  |
| 1947 (第20届) | 《天倫樂》          | 羅伯特·M·哈斯                        | 乔治·J·霍普金斯                      |  |
| 1948 (第21届) | 黑白片              | 黑白片                               | 黑白片                               |  |
| 1948 (第21届) | 《哈姆雷特》        | 羅傑·K·弗斯                          | 卡門·狄龍                            |  |
| 1948 (第21届) | 《心聲淚影》        | 羅伯特·M·哈斯                        | 威廉·O·華勒斯                        |  |
| 1948 (第21届) | 彩色片              |                                      |                                      |  |
| 1948 (第21届) | 《紅菱艷》          | 海因·赫克羅斯                        | 亞瑟·勞森                            |  |
| 1948 (第21届) | 《聖女貞德》        | 李察·戴伊                            | 凱茜·羅伯茨 和 約瑟夫·基什           |  |
| 1949 (第22届) | 黑白片              | 黑白片                               | 黑白片                               |  |
| 1949 (第22届) | 《千金小姐》        | 亨利·霍納 和 約翰·米漢               | 埃米尔·库里                          |  |
| 1949 (第22届) | 《聖女歌聲》        | 莱尔·惠勒 和 约瑟夫·赖特             | 湯瑪斯·雷托 和 保羅·福克斯           |  |
| 1949 (第22届) | 《包法利夫人》      | 塞德里克·吉本森 和 傑克·馬丁·史密斯  | 埃德温·威利斯 和 理查德·佩佛勒       |  |
| 1949 (第22届) | 彩色片              |                                      |                                      |  |
| 1949 (第22届) | 《小婦人》          | 塞德里克·吉本森 和 保罗·格鲁斯       | 埃德温·威利斯 和 傑克·摩爾           |  |
| 1949 (第22届) | 《劍俠唐璜》        | 愛德華·卡雷爾                        | 萊爾·萊夫斯尼德                      |  |
| 1949 (第22届) | 《英雄難過美人關》  | 吉姆·莫拉罕 和 威廉·克爾納           | 邁克爾·雷爾夫                        |  |

### 1950年代
| 年份          | 片名                                     | 美術指導                                                                     | 場景設計                                                 |
| ------------- | ---------------------------------------- | ---------------------------------------------------------------------------- | -------------------------------------------------------- |
| 1950 (第23屆) | 黑白片                                   | 黑白片                                                                       | 黑白片                                                   |
| 1950 (第23屆) | 《日落大道》                             | 汉斯·德赖尔 和 約翰·米漢                                                     | 山姆·寇默 和 雷·莫耶                                     |
| 1950 (第23屆) | 《彗星美人》                             | 喬治·戴維斯 和 莱尔·惠勒                                                     | 湯瑪斯·雷托 和 沃爾特·斯考特                             |
| 1950 (第23屆) | 《紅色多瑙河》                           | 塞德里克·吉本森 和 漢斯·皮特斯                                               | 埃德温·威利斯 和 休·亨特                                 |
| 1950 (第23屆) | 彩色片                                   |                                                                              |                                                          |
| 1950 (第23屆) | 《霸王妖姬》                             | 汉斯·德赖尔 和 沃爾特·泰勒                                                   | 山姆·寇默 和 雷·莫耶                                     |
| 1950 (第23屆) | 《飛燕金槍》                             | 塞德里克·吉本森 和 保罗·格鲁斯                                               | 埃德温·威利斯 和 理查德·佩佛勒                           |
| 1950 (第23屆) | 《目標月球》                             | 恩斯特·菲格特                                                                | 喬治·索利                                                |
| 1951 (第24屆) | 黑白片                                   | 黑白片                                                                       | 黑白片                                                   |
| 1951 (第24屆) | 《慾望街車》                             | 李察·戴伊                                                                    | 乔治·J·霍普金斯                                          |
| 1951 (第24屆) | 《十五重天》                             | 莱尔·惠勒 和 利蘭·福勒                                                       | 湯瑪斯·雷托 和 佛瑞德·J·羅德                             |
| 1951 (第24屆) | 《崖畔之屋》                             | 約翰·迪科爾 和 莱尔·惠勒                                                     | 湯瑪斯·雷托 和 保羅·福克斯                               |
| 1951 (第24屆) | 《輪舞》                                 | 尚·歐博訥                                                                    | —                                                        |
| 1951 (第24屆) | 《彩鳳瑶琴》                             | 塞德里克·吉本森 和 保罗·格鲁斯                                               | 埃德温·威利斯 和 傑克·摩爾                               |
| 1951 (第24屆) | 彩色片                                   |                                                                              |                                                          |
| 1951 (第24屆) | 《花都舞影》                             | 普雷斯頓·艾姆斯 和 塞德里克·吉本森                                           | 埃德温·威利斯 和 F·基奧·格里森                           |
| 1951 (第24屆) | 《霸王奪姬》                             | 喬治·戴維斯 和 莱尔·惠勒                                                     | 湯瑪斯·雷托 和 保羅·福克斯                               |
| 1951 (第24屆) | 《里維埃拉》                             | 利蘭·福勒、莱尔·惠勒 和 约瑟夫·赖特                                          | 湯瑪斯·雷托 和 沃爾特·斯考特                             |
| 1951 (第24屆) | 《暴君焚城录》                           | 愛德華·卡法格諾、塞德里克·吉本森 和 威廉·霍宁                                | 休·亨特                                                  |
| 1951 (第24屆) | 《曲終夢回》                             | 海因·赫克羅斯                                                                | —                                                        |
| 1952 (第25屆) | 黑白片                                   | 黑白片                                                                       | 黑白片                                                   |
| 1952 (第25屆) | 《玉女奇男》                             | 愛德華·卡法格諾、塞德里克·吉本森                                             | 埃德温·威利斯 和 F·基奧·格里森                           |
| 1952 (第25屆) | 《嘉麗妹妹》                             | 罗兰·安德森 和 哈爾·佩雷拉                                                   | 埃米尔·库里                                              |
| 1952 (第25屆) | 《斷腸花》                               | 約翰·迪科爾 和 莱尔·惠勒                                                     | 沃爾特·斯考特                                            |
| 1952 (第25屆) | 《羅生門》                               | 松山崇                                                                       | 松本春造                                                 |
| 1952 (第25屆) | 《薩巴達傳》                             | 利蘭·福勒 和 莱尔·惠勒                                                       | 克勞德·E·卡本特 和 湯瑪斯·雷托                           |
| 1952 (第25屆) | 彩色片                                   |                                                                              |                                                          |
| 1952 (第25屆) | 《青樓情孽》                             | 保羅·謝里夫                                                                  | 馬塞爾‧韋特斯                                            |
| 1952 (第25屆) | 《安徒生傳》                             | 安東尼·克萊夫 和 李察·戴伊                                                   | 霍華德·布里斯托爾                                        |
| 1952 (第25屆) | 《風流寡婦》                             | 塞德里克·吉本森 和 保罗·格鲁斯                                               | 阿瑟·克拉姆斯 和 埃德温·威利斯                           |
| 1952 (第25屆) | 《蓬門今始為君開》                       | 弗蘭克·霍塔林                                                                | 小約翰·麥卡錫 和 查爾斯·S·湯普森                         |
| 1952 (第25屆) | 《雪山盟》                               | 約翰·迪科爾 和 莱尔·惠勒                                                     | 湯瑪斯·雷托 和 保羅·福克斯                               |
| 1953 (第26屆) | 黑白片                                   | 黑白片                                                                       | 黑白片                                                   |
| 1953 (第26屆) | 《凱撒大帝》                             | 愛德華·卡法格諾、塞德里克·吉本森                                             | 埃德温·威利斯 和 休·亨特                                 |
| 1953 (第26屆) | 《马丁·路德》                            | 弗里茨·莫里舍特 和 保罗·马克威茨                                             | —                                                        |
| 1953 (第26屆) | 《总统的夫人》                           | 莱尔·惠勒 和 利蘭·福勒                                                       | 保羅·福克斯                                              |
| 1953 (第26屆) | 《羅馬假期》                             | 哈爾·佩雷拉 和 沃爾特·泰勒                                                   | —                                                        |
| 1953 (第26屆) | 《泰坦尼克号》                           | 莱尔·惠勒 和 莫里斯·蘭斯福德                                                 | 史都特·A·赖斯                                            |
| 1953 (第26屆) | 彩色片                                   |                                                                              |                                                          |
| 1953 (第26屆) | 《圣袍千秋》                             | 喬治·戴維斯 和 莱尔·惠勒                                                     | 保羅·福克斯 和 沃爾特·斯考特                             |
| 1953 (第26屆) | 《圆桌武士》                             | 阿爾弗雷德·榮格 和 漢斯·皮特斯                                               | 约翰·贾维斯                                              |
| 1953 (第26屆) | 《孤鳳奇緣》                             | 塞德里克·吉本森 和 保罗·格鲁斯                                               | 阿瑟·克拉姆斯 和 埃德温·威利斯                           |
| 1953 (第26屆) | 《爱情三部曲》                           | 普雷斯頓·艾姆斯、愛德華·卡法格諾、塞德里克·吉本森 和 加布里埃尔·斯科格纳米约 | 阿瑟·克拉姆斯、埃德温·威利斯、F·基奧·格里森 和 傑克·摩爾 |
| 1953 (第26屆) | 《深宫怨》                               | 塞德里克·吉本森 和 尤里·麥卡利                                               | 埃德温·威利斯 和 傑克·摩爾                               |
| 1954 (第27屆) | 黑白片                                   | 黑白片                                                                       | 黑白片                                                   |
| 1954 (第27屆) | 《碼頭風雲》                             | 李察·戴伊                                                                    | —                                                        |
| 1954 (第27屆) | 《蓬門淑女》                             | 罗兰·安德森 和 哈爾·佩雷拉                                                   | 山姆·寇默 和 格蕾絲·格雷戈里                             |
| 1954 (第27屆) | 《縱橫天下》                             | 愛德華·卡法格諾 和 塞德里克·吉本森                                           | 埃德温·威利斯 和 埃米尔·库里                             |
| 1954 (第27屆) | 《歡樂飄香》                             | 麥士·奧福斯                                                                  | —                                                        |
| 1954 (第27屆) | 《龍鳳配》                               | 哈爾·佩雷拉 和 沃爾特·泰勒                                                   | 山姆·寇默 和 雷·莫耶                                     |
| 1954 (第27屆) | 彩色片                                   |                                                                              |                                                          |
| 1954 (第27屆) | 《海底長征》                             | 約翰·米漢                                                                    | 埃米尔·库里                                              |
| 1954 (第27屆) | 《錦繡天堂》                             | 普雷斯頓·艾姆斯 和 塞德里克·吉本森                                           | 埃德温·威利斯 和 F·基奧·格里森                           |
| 1954 (第27屆) | 《拿破侖情史》                           | 利蘭·福勒 和 莱尔·惠勒                                                       | 沃爾特·斯考特 和 保羅·福克斯                             |
| 1954 (第27屆) | 《粉腿紅綾》                             | 罗兰·安德森 和 哈爾·佩雷拉                                                   | 山姆·寇默 和 雷·莫耶                                     |
| 1954 (第27屆) | 《星海浮沉錄》                           | 馬爾科姆·伯特、吉恩·艾倫                                                     | 艾琳·莎拉夫 和 乔治·J·霍普金斯                           |
| 1955 (第28屆) | 黑白片                                   | 黑白片                                                                       | 黑白片                                                   |
| 1955 (第28屆) | 《玫瑰梦》                               | 哈爾·佩雷拉 和 泰比·拉森                                                     | 山姆·寇默 和 阿瑟·克拉姆斯                               |
| 1955 (第28屆) | 《黑板丛林》                             | 塞德里克·吉本森 和 蘭道爾·杜爾                                               | 埃德温·威利斯 和 亨利·盖瑞斯                             |
| 1955 (第28屆) | 《伤心泪尽话当年》                       | 塞德里克·吉本森 和 马尔科姆·布朗                                             | 埃德温·威利斯 和 休·亨特                                 |
| 1955 (第28屆) | 《金臂人》                               | 约瑟夫·赖特                                                                  | 達瑞爾·西爾維拉                                          |
| 1955 (第28屆) | 《君子好逑》                             | 爱德华·S·霍沃思 和 沃尔特·西蒙茨                                             | 罗伯特·普里斯特利                                        |
| 1955 (第28屆) | 彩色片                                   |                                                                              |                                                          |
| 1955 (第28屆) | 《野餐》                                 | 威廉·弗兰纳里                                                                | 乔·米辛纳 和 罗伯特·普里斯特利                           |
| 1955 (第28屆) | 《长腿叔叔》                             | 約翰·迪科爾 和 莱尔·惠勒                                                     | 保羅·福克斯 和 沃爾特·斯考特                             |
| 1955 (第28屆) | 《红男绿女》                             | 奥利弗·史密斯 和 约瑟夫·赖特                                                 | 霍華德·布里斯托爾                                        |
| 1955 (第28屆) | 《生死恋》                               | 喬治·戴維斯 和 莱尔·惠勒                                                     | 沃爾特·斯考特 和                                         |
| 1955 (第28屆) | 《捉贼记》                               | 哈爾·佩雷拉 和 约瑟夫·麦克米兰·约翰逊                                        | 山姆·寇默 和 阿瑟·克拉姆斯                               |
| 1956 (第29屆) | 黑白片                                   | 黑白片                                                                       | 黑白片                                                   |
| 1956 (第29屆) | 《回头是岸》                             | 塞德里克·吉本森 和 马尔科姆·布朗                                             | 埃德温·威利斯 和 F·基奧·格里森                           |
| 1956 (第29屆) | 《骄傲与亵渎》                           | 哈爾·佩雷拉 和 厄尔·亨德里克                                                 | 山姆·寇默 和 弗兰克·麦凯尔维                             |
| 1956 (第29屆) | 《七武士》                               | 松山崇                                                                       | —                                                        |
| 1956 (第29屆) | 《金车玉人》                             | 罗斯·贝拉                                                                    | 威廉·基尔南 和 路易·帝亞吉                               |
| 1956 (第29屆) | 《叛逆少年》                             | 莱尔·惠勒 和 傑克·馬丁·史密斯                                                | 沃爾特·斯考特 和 史都特·A·赖斯                           |
| 1956 (第29屆) | 彩色片                                   |                                                                              |                                                          |
| 1956 (第29屆) | 《国王与我》                             | 約翰·迪科爾 和 莱尔·惠勒                                                     | 保羅·福克斯 和 沃爾特·斯考特                             |
| 1956 (第29屆) | 《環遊世界八十天》                       | 詹姆斯·苏利文和肯·亚当斯                                                     | 罗斯·多德                                                |
| 1956 (第29屆) | 《巨人》                                 | 伯里斯·列文                                                                  | 拉尔夫·赫斯特                                            |
| 1956 (第29屆) | 《梵谷传》                               | 塞德里克·吉本森、漢斯·皮特斯 和 普雷斯頓·艾姆斯                              | 埃德温·威利斯 和 F·基奧·格里森                           |
| 1956 (第29屆) | 《十诫》                                 | 沃爾特·泰勒 和 阿伯特·野崎                                                   | 山姆·寇默 和 雷·莫耶                                     |
| 1957 (第30屆) |                                          |                                                                              |                                                          |
| 《樱花恋》    | 爱德华·S·霍沃思                          | 罗伯特·普里斯特利                                                            |                                                          |
| 《甜姐兒》    | 哈爾·佩雷拉 和 喬治·戴維斯               | 山姆·寇默 和 雷·莫耶                                                         |                                                          |
| 《战国佳人》  | 威廉·霍宁 和 尤里·麥卡利                 | 埃德温·威利斯 和 休·亨特                                                     |                                                          |
| 《巴黎之恋》  | 威廉·霍宁 和 吉恩·艾倫                   | 埃德温·威利斯 和 理查德·佩佛勒                                               |                                                          |
| 《酒绿花红》  | 沃爾特·霍爾舍                            | 威廉·基尔南 和 路易·帝亞吉                                                   |                                                          |
| 1958 (第31屆) |                                          |                                                                              |                                                          |
| 《金粉世界》  | 威廉·霍宁(過世後獲獎) 和 普雷斯頓·艾姆斯 | 亨利·盖瑞斯 和 F·基奧·格里森                                                 |                                                          |
| 《一笑缘》    | 約翰·迪科爾 和 莱尔·惠勒                 | 保羅·福克斯 和 沃爾特·斯考特                                                 |                                                          |
| 《欢乐梅姑》  | 馬爾科姆·伯特                            | 乔治·J·霍普金斯                                                              |                                                          |
| 《夺情记》    | 凱瑞·奧德爾                              | 路易·帝亞吉                                                                  |                                                          |
| 《迷魂记》    | 哈爾·佩雷拉 和 亨利·巴姆斯特德           | 山姆·寇默 和 弗兰克·麦凯尔维                                                 |                                                          |
| 1959 (第32屆) | 黑白片                                   | 黑白片                                                                       | 黑白片                                                   |
| 1959 (第32屆) | 《安妮日記》                             | 莱尔·惠勒 和 喬治·戴維斯                                                     | 沃爾特·斯考特 和 史都特·A·赖斯                           |
| 1959 (第32屆) | 《事业》                                 | 哈爾·佩雷拉 和 沃爾特·泰勒                                                   | 山姆·寇默 和 阿瑟·克拉姆斯                               |
| 1959 (第32屆) | 《熱情如火》                             | 爱德华·S·霍沃思                                                              | 艾德華·G·博伊爾                                          |
| 1959 (第32屆) | 《夏日痴魂》                             | 奧利佛·梅塞爾 和 威廉·克爾納                                                 | 斯科特·斯利蒙                                            |
| 1959 (第32屆) | 《最后怒汉》                             | 卡爾·安德森                                                                  | 威廉·基尔南                                              |
| 1959 (第32屆) | 彩色片                                   |                                                                              |                                                          |
| 1959 (第32屆) | 《賓漢》                                 | 威廉·霍宁(過世後獲獎) 和 愛德華·卡法格諾                                     | 休·亨特                                                  |
| 1959 (第32屆) | 《地心游记》                             | 莱尔·惠勒、弗朗茲·巴切林 和 赫爾曼·A·布盧門塔爾                              | 沃爾特·斯考特 和 約瑟夫·基什                             |
| 1959 (第32屆) | 《北西北》                               | 威廉·霍宁(過世後獲提名)、羅伯特·F·博伊爾 和 梅里爾·派                        | 亨利·盖瑞斯 和 弗兰克·麦凯尔维                           |
| 1959 (第32屆) | 《枕边细语》                             | 理查德·H·里德爾(過世後獲提名)                                                | 羅素·A·高斯曼 和 露比·R·萊維特                           |
| 1959 (第32屆) | 《历劫鸳盟》                             | 約翰·迪科爾                                                                  | 茱莉亞·赫倫                                              |

### 1960年代
| 年份               | 片名                                                           | 美術指導 | 場景設計                                      |
| ------------------ | -------------------------------------------------------------- | --- | --------------------------------------------- |
| 1960 (第33屆)      | 黑白片                                                         | 黑白片 | 黑白片                                        |
| 1960 (第33屆)      | 《公寓春光》                                                   | 亞力山卓・崔魯納                                                                                               | 艾德華·G·博伊爾                               |
| 1960 (第33屆)      | 《惊魂记》                                                     | 約瑟夫·赫爾利 和 羅伯特·克拉特沃西                                                                             | 喬治·米洛                                     |
| 1960 (第33屆)      | 《兒子與情人》                                                 | 托馬斯·N·莫拉罕                                                                                                | 萊昂內爾·庫奇                                 |
| 1960 (第33屆)      | 《从心所願》                                                   | 约瑟夫·麦克米兰·约翰逊 和 肯尼斯·A·里德                                                                        | 罗斯·多德                                     |
| 1960 (第33屆)      | 《拜访小行星》                                                 | 哈爾·佩雷拉 和 沃爾特·泰勒                                                                                     | 山姆·寇默 和 阿瑟·克拉姆斯                    |
| 1960 (第33屆)      | 彩色片                                                         | |                                               |
| 1960 (第33屆)      | 《萬夫莫敵》                                                   | 亚历山大·格力尊 和 艾瑞克·W·奧爾邦                                                                             | 羅素·A·高斯曼 和 朱莉亚·赫伦                  |
| 1960 (第33屆)      | 《壯志千秋》                                                   | 喬治·戴維斯 和 艾迪生·赫爾                                                                                     | 亨利·盖瑞斯、休·亨特 和 奧托·西格爾           |
| 1960 (第33屆)      | 《碧港艳遇》                                                   | 罗兰·安德森 和 哈爾·佩雷拉                                                                                     | 山姆·寇默 和 阿里戈·布雷希                    |
| 1960 (第33屆)      | 《小人物狂想曲》                                               | 爱德华·S·霍沃思                                                                                                | 威廉·基尔南                                   |
| 1960 (第33屆)      | 《旭日东升》                                                   | 愛德華·卡雷爾                                                                                                  | 乔治·J·霍普金斯                               |
| 1961 (第34屆)      | 黑白片                                                         | 黑白片 | 黑白片                                        |
| 1961 (第34屆)      | 《江湖浪子》                                                   | 亨利·霍納 | 傑納·卡拉漢                                   |
| 1961 (第34屆)      | 《纽伦堡的审判》                                               | 鲁道夫·斯特尔纳德                                                                                              | 喬治·米洛                                     |
| 1961 (第34屆)      | 《飞天老爷车》                                                 | 卡罗·克拉克 | 埃米尔·库里 和 哈爾·高斯曼                    |
| 1961 (第34屆)      | 《甜蜜的生活》                                                 | 皮耶羅·赫拉爾迪                                                                                                | —                                             |
| 1961 (第34屆)      | 《双姝怨》                                                     | 費爾南多·卡雷雷                                                                                                | 艾德華·G·博伊爾                               |
| 1961 (第34屆)      | 彩色片                                                         | |                                               |
| 1961 (第34屆)      | 《西城故事》                                                   | 伯里斯·列文 | 维克托·甘吉林                                 |
| 1961 (第34屆)      | 《第凡內早餐》                                                 | 罗兰·安德森 和 哈爾·佩雷拉                                                                                     | 山姆·寇默 和 雷·莫耶                          |
| 1961 (第34屆)      | 《花鼓戏》                                                     | 亚历山大·格力尊 和 约瑟夫·赖特                                                                                 | 霍華德·布里斯托爾                             |
| 1961 (第34屆)      | 《万世英雄》                                                   | 维涅罗·科拉桑蒂 和 約翰·摩爾                                                                                   | —                                             |
| 1961 (第34屆)      | 《夏日烟云》                                                   | 哈爾·佩雷拉 和 沃爾特·泰勒                                                                                     | 山姆·寇默 和 阿瑟·克拉姆斯                    |
| 1962 (第35屆)      | 黑白片                                                         | 黑白片 | 黑白片                                        |
| 1962 (第35屆)      | 《梅岡城故事》                                                 | 亚历山大·格力尊 和 亨利·巴姆斯特德                                                                             | 奧利佛·埃默特                                 |
| 1962 (第35屆)      | 《新婚風波》                                                   | 喬治·戴維斯 和 愛德華·卡法格諾                                                                                 | 亨利·盖瑞斯 和 理查德·佩佛勒                  |
| 1962 (第35屆)      | 《最長的一日》                                                 | 爱德华·S·霍沃思、萊昂·巴薩克和 文森特·科达                                                                     | 加布里埃尔·贝西尔                             |
| 1962 (第35屆)      | 《諜網忠鴿》                                                   | 罗兰·安德森 和 哈爾·佩雷拉                                                                                     | 山姆·寇默 和 弗兰克·麦凯尔维                  |
| 1962 (第35屆)      | 《相见时难别亦难》                                             | 约瑟夫·赖特 | 乔治·J·霍普金斯                               |
| 1962 (第35屆)      | 彩色片                                                         | |                                               |
| 1962 (第35屆)      | 《阿拉伯的劳伦斯》                                             | 約翰·鮑克斯 和 約翰·斯托爾                                                                                     | 達里奧·西蒙尼                                 |
| 1962 (第35屆)      | 《格利姆兄弟的奇妙世界》                                       | 喬治·戴維斯 和 愛德華·卡法格諾                                                                                 | 亨利·盖瑞斯 和 理查德·佩佛勒                  |
| 1962 (第35屆)      | 《春泪溅花红》                                                 | 亚历山大·格力尊 和 羅伯特·克拉特沃西                                                                           | 喬治·米洛                                     |
| 1962 (第35屆)      | 《歡樂音樂妙無窮》                                             | 保罗·格鲁斯 | 乔治·J·霍普金斯                               |
| 1962 (第35屆)      | 《叛舰喋血记》                                                 | 喬治·戴維斯 和 约瑟夫·麦克米兰·约翰逊                                                                          | 亨利·盖瑞斯 和 休·亨特                        |
| 1963 (第36屆)      | 黑白片                                                         | 黑白片 | 黑白片                                        |
| 1963 (第36屆)      | 《美国，美国》                                                 | 傑納·卡拉漢 | —                                             |
| 1963 (第36屆)      | 《8½》                                                         | 皮耶羅·赫拉爾迪                                                                                                | —                                             |
| 1963 (第36屆)      | 《原野铁汉》                                                   | 哈爾·佩雷拉 和 泰比·拉森                                                                                       | 山姆·寇默 和 羅伯特·R·本頓                    |
| 1963 (第36屆)      | 《陌生人之恋》                                                 | 罗兰·安德森 和 哈爾·佩雷拉                                                                                     | 山姆·寇默 和 格蕾絲·格雷戈里                  |
| 1963 (第36屆)      | 《荣誉曙光》                                                   | 喬治·戴維斯 和 保罗·格鲁斯                                                                                     | 亨利·盖瑞斯 和 休·亨特                        |
| 1963 (第36屆)      | 彩色片                                                         | |                                               |
| 1963 (第36屆)      | 《埃及艳后》                                                   | 約翰·迪科爾、傑克·馬丁·史密斯、希爾亞德·M·布朗、赫爾曼·A·布盧門塔爾、埃爾文·韋伯、莫里斯·佩林 和 鮑里斯·朱拉加 | 保羅·福克斯、沃爾特·斯考特 和 雷·莫耶         |
| 1963 (第36屆)      | 《花花世界》                                                   | 罗兰·安德森 和 哈爾·佩雷拉                                                                                     | 山姆·寇默 和 詹姆斯·W·佩恩                    |
| 1963 (第36屆)      | 《西部开拓史》                                                 | 喬治·戴維斯、艾迪生·赫爾 和 威廉·費拉里(過世後獲提名)                                                          | 亨利·盖瑞斯、小唐·格林伍德 和 傑克·米爾斯     |
| 1963 (第36屆)      | 《红衣主教》                                                   | 莱尔·惠勒 | 傑納·卡拉漢                                   |
| 1963 (第36屆)      | 《汤姆·琼斯》                                                  | 拉爾夫·W·布林頓、喬絲琳·赫伯特 和 泰德·馬歇爾                                                                  | 喬西·馬卡文                                   |
| 1964 (第37屆)      | 黑白片                                                         | 黑白片 | 黑白片                                        |
| 1964 (第37屆)      | 《希腊佐巴》                                                   | 瓦西利斯·佛托普洛斯                                                                                            | —                                             |
| 1964 (第37屆)      | 《最毒妇人心》                                                 | 威廉·格拉斯哥                                                                                                  | 拉斐爾·布雷頓                                 |
| 1964 (第37屆)      | 《五月中的七天》                                               | 凱瑞·奧德爾 | 艾德華·G·博伊爾                               |
| 1964 (第37屆)      | 《艾米丽的美国化》                                             | 喬治·戴維斯、漢斯·皮特斯 和 艾略特·斯科特                                                                      | 亨利·盖瑞斯 和 羅伯特·R·本頓                  |
| 1964 (第37屆)      | 《巫山风雨夜》                                                 | 史蒂芬·B·格萊姆斯                                                                                              | —                                             |
| 1964 (第37屆)      | 彩色片                                                         | |                                               |
| 1964 (第37屆)      | 《窈窕淑女》                                                   | 吉恩·艾倫 和 塞西爾·比頓                                                                                       | 乔治·J·霍普金斯                               |
| 1964 (第37屆)      | 《雄霸天下》                                                   | 約翰·布萊恩 和 莫利斯·卡特                                                                                     | 帕特里克·麥克勞格林 和 羅伯特·卡特賴特        |
| 1964 (第37屆)      | 《歡樂滿人間》                                                 | 卡罗·克拉克 和 威廉·H·汤基                                                                                     | 埃米尔·库里 和 哈爾·高斯曼                    |
| 1964 (第37屆)      | 《翠谷奇谭》                                                   | 喬治·戴維斯 和 普雷斯頓·艾姆斯                                                                                 | 亨利·盖瑞斯 和 休·亨特                        |
| 1964 (第37屆)      | 《傻女十八嫁》                                                 | 傑克·馬丁·史密斯 和 爱德华·S·霍沃思                                                                            | 沃爾特·斯考特 和 史都特·A·赖斯                |
| 1965 (第38屆)      | 黑白片                                                         | 黑白片 | 黑白片                                        |
| 1965 (第38屆)      | 《愚人船》                                                     | 羅伯特·卡特賴特                                                                                                | 約瑟夫·基什                                   |
| 1965 (第38屆)      | 《黑狱枭雄》                                                   | 羅伯特·埃米特·史密斯                                                                                           | 弗蘭克·圖特爾                                 |
| 1965 (第38屆)      | 《再生緣》                                                     | 喬治·戴維斯 和 尤里·麥卡利                                                                                     | 亨利·盖瑞斯 和 查爾斯·S·湯普森                |
| 1965 (第38屆)      | 《一線生機》                                                   | 哈爾·佩雷拉 和 傑克·波普林                                                                                     | 羅伯特·R·本頓 和 約瑟夫·基什                  |
| 1965 (第38屆)      | 《冷戰諜魂》                                                   | 哈爾·佩雷拉 和 泰比·拉森                                                                                       | 泰德·馬歇爾 和 喬西·馬卡文                    |
| 1965 (第38屆)      | 彩色片                                                         | |                                               |
| 1965 (第38屆)      | 《齊瓦哥醫生》                                                 | 約翰·鮑克斯 和 泰倫斯·馬什                                                                                     | 達里奧·西蒙尼                                 |
| 1965 (第38屆)      | 《萬世千秋》                                                   | 約翰·迪科爾 和 傑克·馬丁·史密斯                                                                                | 達里奧·西蒙尼                                 |
| 1965 (第38屆)      | 《萬世流芳》                                                   | 李察·戴伊、威廉·J·克萊伯 和 大卫·霍尔(過世後獲提名)                                                            | 雷·莫耶、佛瑞德·M·馬克萊 和 諾曼·羅克特       |
| 1965 (第38屆)      | 《春花秋月奈何天》                                             | 羅伯特·卡特賴特                                                                                                | 乔治·J·霍普金斯                               |
| 1965 (第38屆)      | 《真善美》                                                     | 伯里斯·列文 | 沃爾特·斯考特 和 露比·R·萊維特                |
| 1966 (第39屆)      | 黑白片                                                         | 黑白片 | 黑白片                                        |
| 1966 (第39屆)      | 《靈慾春宵》                                                   | 理查德·賽爾伯特                                                                                                | 乔治·J·霍普金斯                               |
| 1966 (第39屆)      | 《飞来福》                                                     | 羅伯特·盧特哈特                                                                                                | 艾德華·G·博伊爾                               |
| 1966 (第39屆)      | 《马太福音》                                                   | 路易吉·斯卡克恰諾斯                                                                                            | —                                             |
| 1966 (第39屆)      | 《巴黎战火》                                                   | 威利·霍爾特 | 馬克·弗雷德里克斯 和 皮埃爾·古夫羅            |
| 1966 (第39屆)      | 《长相忆》                                                     | 喬治·戴維斯 和 保罗·格鲁斯                                                                                     | 亨利·盖瑞斯 和 休·亨特                        |
| 1966 (第39屆)      | 彩色片                                                         | |                                               |
| 1966 (第39屆)      | 《联合缩小军》                                                 | 傑克·馬丁·史密斯 和 戴爾·亨尼斯                                                                                | 沃爾特·斯考特 和 史都特·A·赖斯                |
| 1966 (第39屆)      | 《神偷艳贼》                                                   | 亚历山大·格力尊 和 喬治·C·韋伯                                                                                 | 小約翰·麥卡錫 和 約翰·P·奧斯汀                |
| 1966 (第39屆)      | 《鬼迷茱麗葉》                                                 | 皮耶羅·赫拉爾迪                                                                                                | —                                             |
| 1966 (第39屆)      | 《影城春色》                                                   | 哈爾·佩雷拉 和 亞瑟·隆納根                                                                                     | 羅伯特·R·本頓 和 詹姆斯·W·佩恩                |
| 1966 (第39屆)      | 《圣保罗炮艇》                                                 | 伯里斯·列文 | 沃爾特·斯考特、約翰·斯圖爾特萬 和 威廉·基尔南 |
| 1967 (第40屆)      |                                                                | |                                               |
| 《凤宫劫美录》     | 約翰·特魯斯科特 和 愛德華·卡雷爾                               | 約翰·W·布朗 |                                               |
| 《杜立德医生》     | 馬里奧·基亞里、傑克·馬丁·史密斯 和 艾德·格雷夫斯               | 沃爾特·斯考特 和 史都特·A·赖斯                                                                                 |                                               |
| 《誰來晚餐》       | 羅伯特·克拉特沃西                                              | 弗蘭克·圖特爾                                                                                                  |                                               |
| 《驯悍记》         | 洛伦佐·蒙吉亚迪诺、約翰·迪科爾、埃爾文·韋伯 和 朱塞佩·馬里亞尼 | 達里奧·西蒙尼 和 路易吉·格瓦西                                                                                 |                                               |
| 《蜜莉姑娘》       | 亚历山大·格力尊 和 喬治·C·韋伯                                 | 霍華德·布里斯托爾                                                                                              |                                               |
| 1968 (第41屆)      |                                                                | |                                               |
| 《孤雛淚》         | 約翰·鮑克斯 和 泰倫斯·馬什                                     | 弗農·迪克森 和 肯·麥格勒斯頓                                                                                   |                                               |
| 《战争与和平》     | 米哈伊爾·波格丹諾夫 和 根納迪·米亞斯尼科夫                     | 格奧爾基·科謝列夫 和 弗拉基米爾·烏瓦羅夫                                                                       |                                               |
| 《风云英杰》       | 喬治·戴維斯 和 愛德華·卡法格諾                                 | — |                                               |
| 《星星星》         | 伯里斯·列文                                                    | 沃爾特·斯考特 和 霍華德·布里斯托爾                                                                             |                                               |
| 《2001年漫游太空》 | 安東尼·馬斯特斯、哈利·朗格 和 歐內斯特·亞徹                    | — |                                               |
| 1969 (第42屆)      |                                                                | |                                               |
| 《我愛紅娘》       | 約翰·迪科爾、傑克·馬丁·史密斯 和 赫爾曼·A·布盧門塔爾           | 沃爾特·斯考特、乔治·J·霍普金斯 和 拉斐爾·布雷頓                                                                |                                               |
| 《安妮的一千日》   | 莫利斯·卡特 和 萊昂內爾·庫奇                                   | 帕特里克·麥克勞格林                                                                                            |                                               |
| 《艳窟大扫荡》     | 羅伯特·F·博伊爾 和 喬治·B·陳                                   | 艾華·G·博伊爾 和 卡爾·畢迪斯科姆貝                                                                             |                                               |
| 《生命的旋律》     | 亚历山大·格力尊 和 喬治·C·韋伯                                 | 杰克·D·摩尔 |                                               |
| 《射马记》         | 亨利·霍納                                                      | 弗兰克·麦凯尔维                                                                                                |                                               |

### 1970年代
| 年份                         | 片名                                                           | 美術指導                                              | 場景設計                                        |
| 1970 (第43屆)                |                                                                |                                                       |                                                 |
| ---------------------------- | -------------------------------------------------------------- | ----------------------------------------------------- | ----------------------------------------------- |
| 1970 (第43屆)                | 《巴顿将军》                                                   | 尤里·麥卡利 和 吉爾·帕倫多                            | 安東尼奧·馬迪奧斯 和 皮埃爾-路易·西維內         |
| 1970 (第43屆)                | 《国际机场》                                                   | 亚历山大·格力尊 和 普雷斯頓·艾姆斯                    | 杰克·D·摩尔 和 米奇·S·麥可斯                    |
| 1970 (第43屆)                | 《偷襲珍珠港》                                                 | 傑克·馬丁·史密斯、村木与四郎、理查德·戴伊 和 川岛泰三 | 沃爾特·斯考特、諾曼·羅克特 和 卡爾·畢迪斯科姆貝 |
| 1970 (第43屆)                | 《小气财神》                                                   | 泰倫斯·馬什 和 羅伯特·卡特賴特                        | 潘蜜拉·康奈爾                                   |
| 1970 (第43屆)                | 《礦工之怒》                                                   | 泰比·拉森                                             | 達瑞爾·西爾維拉                                 |
| 1971 (第44屆)                |                                                                |                                                       |                                                 |
| 《宮廷秘史》                 | 約翰·鮑克斯、歐內斯特·亞徹、傑克·馬克斯特德 和 吉爾·帕倫多     | 弗農·迪克森                                           |                                                 |
| 《人间大浩劫》               | 伯里斯·列文 和 威廉·H·汤基                                     | 露比·R·萊維特                                         |                                                 |
| 《飞天万能床》               | 約翰·B·曼斯布里奇 和 彼得·艾倫肖                               | 埃米尔·库里 和 哈爾·高斯曼                            |                                                 |
| 《屋顶上的提琴手》           | 羅伯特·F·博伊爾 和 約翰·斯金格                                 | 彼得·雷蒙特                                           |                                                 |
| 《英宮恨》                   | 泰倫斯·馬什 和 羅伯特·卡特賴特                                 | 彼得·霍維特                                           |                                                 |
| 1972 (第45屆)                |                                                                |                                                       |                                                 |
| 《酒店》                     | 羅爾夫·澤德包爾 和 漢斯·尤爾根·基巴奇                          | 赫爾伯特·斯特拉貝爾                                   |                                                 |
| 《难补遺恨天》               | 卡爾·安德森                                                    | 雷格·艾倫                                             |                                                 |
| 《海神號》                   | 威廉·J·克萊伯                                                  | 拉斐爾·布雷頓                                         |                                                 |
| 《与姑妈同遊》               | 約翰·鮑克斯、吉爾·帕倫多 和 羅伯特·W·萊恩                      | —                                                     |                                                 |
| 《战争与冒险》               | 唐納德·M·阿什頓 和 傑佛瑞·德瑞克                               | 約翰·格雷斯馬克、威廉·哈欽森 和 彼得·詹姆斯           |                                                 |
| 1973 (第46屆)                |                                                                |                                                       |                                                 |
| 《刺激》                     | 亨利·巴姆斯特德                                                | 詹姆斯·W·佩恩                                         |                                                 |
| 《太阳神父月亮修女》         | 洛伦佐·蒙吉亚迪诺 和 詹尼·夸蘭塔                               | 卡梅洛·帕特羅諾                                       |                                                 |
| 《大法師》                   | 比爾·馬利                                                      | 傑瑞·旺德利希                                         |                                                 |
| 《汤姆历险记》               | 菲利普·M·傑佛瑞斯恩                                            | 羅伯特·德·韋斯特                                      |                                                 |
| 《往日情怀》                 | 史蒂芬·B·格萊姆斯                                              | 威廉·基尔南(過世後獲提名)                             |                                                 |
| 1974 (第47屆)                |                                                                |                                                       |                                                 |
| 《教父II》                   | 迪安·塔沃拉里斯 和 安傑洛·P·格雷厄姆                           | 喬治·R·尼爾森                                         |                                                 |
| 《唐人街》                   | 理查德·賽爾伯特 和 W·史都華·坎貝爾                             | 露比·R·萊維特                                         |                                                 |
| 《大地震》                   | 亚历山大·格力尊 和 普雷斯頓·艾姆斯                             | 弗兰克·麦凯尔维                                       |                                                 |
| 《勇闯时空禁区》             | 彼得·艾倫肖、約翰·B·曼斯布里奇、沃爾特·泰勒 和 阿爾·魯埃洛夫斯 | 哈爾·高斯曼                                           |                                                 |
| 《火燒摩天樓》               | 威廉·J·克萊伯 和 沃德·普雷斯頓                                 | 拉斐爾·布雷頓                                         |                                                 |
| 1975 (第48屆)                |                                                                |                                                       |                                                 |
| 《亂世兒女》                 | 肯·亚当斯 和 羅伊·沃克                                         | 弗農·迪克森                                           |                                                 |
| 《兴登堡遇难记》             | 愛德華·卡法格諾                                                | 弗兰克·麦凯尔维                                       |                                                 |
| 《大戰巴墟卡》               | 亞力山卓・崔魯納 和 托尼·英格利斯                              | 彼得·詹姆斯                                           |                                                 |
| 《洗发水》                   | 理查德·賽爾伯特 和 W·史都華·坎貝爾                             | 喬治·蓋恩斯                                           |                                                 |
| 《阳光小子》                 | 阿爾伯特·布倫納                                                | 馬文·馬奇                                             |                                                 |
| 1976 (第49屆)                |                                                                |                                                       |                                                 |
| 《大陰謀》                   | 喬治·C·詹金斯                                                  | 喬治·蓋恩斯                                           |                                                 |
| 《不可思议的萨拉》           | 艾略特·斯科特                                                  | 諾曼·雷諾茲                                           |                                                 |
| 《最后大亨》                 | 傑納·卡拉漢 和 傑克·T·科利斯                                   | 傑瑞·旺德利希                                         |                                                 |
| 《攔截時空禁區》             | 戴爾·亨尼斯                                                    | 羅伯特·德·韋斯特                                      |                                                 |
| 《枪神》                     | 羅伯特·F·博伊爾                                                | 亞瑟·傑夫·帕克                                        |                                                 |
| 1977 (第50屆)                |                                                                |                                                       |                                                 |
| 《星際大戰四部曲：曙光乍現》 | 約翰·貝瑞、諾曼·雷諾茲 和 萊斯里·迪利                          | 羅傑‧克利斯汀                                         |                                                 |
| 《007系列之海底城》          | 肯·亚当斯 和 彼得·雷蒙特                                       | 休·斯卡夫                                             |                                                 |
| 《第三类接触》               | 喬·阿爾夫斯 和 丹尼爾·A·洛米諾                                 | 菲爾·艾布拉姆森                                       |                                                 |
| 《轉捩點》                   | 阿爾伯特·布倫納                                                | 馬文·馬奇                                             |                                                 |
| 《航爆死亡角》               | 喬治·C·韋伯                                                    | 米奇·S·麥可斯                                         |                                                 |
| 1978 (第51屆)                |                                                                |                                                       |                                                 |
| 《上錯天堂投錯胎》           | 保羅·席爾勃 和 埃德溫·奧多諾文                                 | 喬治·蓋恩斯                                           |                                                 |
| 《龍虎大賊少雙手》           | 迪安·塔沃拉里斯 和 安傑洛·P·格雷厄姆                           | 喬治·R·尼爾森 和 布魯斯·凱伊                          |                                                 |
| 《加州套房》                 | 阿爾伯特·布倫納                                                | 馬文·馬奇                                             |                                                 |
| 《心田深處》                 | 梅爾·伯恩                                                      | 丹尼爾·勞勃                                           |                                                 |
| 《新綠野仙蹤》               | 東尼·華爾頓 和 菲利普·羅森伯格                                 | 愛德華·史都華 和 勞勃·德拉姆海勒                      |                                                 |
| 1979 (第52屆)                |                                                                |                                                       |                                                 |
| 《爵士春秋》                 | 東尼·華爾頓 和 菲利普·羅森伯格                                 | 愛德華·史都華 和 蓋瑞·J·布林克                        |                                                 |
| 《大特寫》                   | 喬治·C·詹金斯                                                  | 亞瑟·傑夫·帕克                                        |                                                 |
| 《星舰迷航记》               | 哈羅德·邁克爾遜、約瑟夫·R·詹寧斯、里昂·哈里斯 和 約翰·瓦隆     | 琳達·迪希娜                                           |                                                 |
| 《异形》                     | 邁克爾·西摩、萊斯里·迪利 和 羅傑‧克利斯汀                      | 伊恩·惠特克                                           |                                                 |
| 《现代启示录》               | 迪安·塔沃拉里斯 和 安傑洛·P·格雷厄姆                           | 喬治·R·尼爾森                                         |                                                 |

### 1980年代
| 年份                       | 片名                                                           | 美術指導                                             | 場景設計      |
| 1980 (第53屆)              |                                                                |                                                      |               |
| -------------------------- | -------------------------------------------------------------- | ---------------------------------------------------- | ------------- |
| 1980 (第53屆)              | 《黛絲姑娘》                                                   | 皮埃爾·古夫羅 和 傑克·史蒂芬斯                       | —             |
| 1980 (第53屆)              | 《矿工的女儿》                                                 | 約翰·W·科爾索                                        | 約翰·M·德懷爾 |
| 1980 (第53屆)              | 《象人》                                                       | 史都華·克雷格 和 羅伯特·卡特賴特                     | 休·斯卡夫     |
| 1980 (第53屆)              | 《星際大戰五部曲：帝國大反擊》                                 | 諾曼·雷諾茲、萊斯里·迪利、哈利·朗格 和 艾倫·湯姆金斯 | 邁克爾·D·福特 |
| 1980 (第53屆)              | 《影武者》                                                     | 村木与四郎                                           | —             |
| 1981 (第54屆)              |                                                                |                                                      |               |
| 《法櫃奇兵》               | 諾曼·雷諾茲 和 萊斯里·迪利                                     | 邁克爾·D·福特                                        |               |
| 《法国中尉的女人》         | 阿什頓·戈頓                                                    | 安·莫羅                                              |               |
| 《天堂之门》               | 泰比·拉森                                                      | 詹姆斯·L·伯基                                        |               |
| 《爵士年代》               | 約翰·格雷斯馬克、派翠琪亞·馮·布蘭登史坦 和 托尼·雷丁           | 老喬治·迪迪塔、小喬治·迪迪塔 和 彼得·霍維特          |               |
| 《烽火赤焰萬里情》         | 理查德·賽爾伯特                                                | 邁克爾·希爾頓                                        |               |
| 1982 (第55屆)              |                                                                |                                                      |               |
| 《甘地》                   | 史都華·克雷格 和 羅伯特·W·萊恩                                 | 邁克爾·希爾頓                                        |               |
| 《安妮》                   | 戴爾·亨尼斯(過世後獲提名)                                      | 馬文·馬奇                                            |               |
| 《银翼杀手》               | 勞倫斯·G·保羅 和 大衛·史奈德                                   | 琳達·迪希娜                                          |               |
| 《茶花女》                 | 法蘭高·齊費里尼 和 詹尼·夸蘭塔                                 | —                                                    |               |
| 《雌雄莫辩》               | 羅傑·馬斯、提姆·哈欽森 和 威廉·克雷格·史密斯                   | 哈里·哥德威爾                                        |               |
| 1983 (第56屆)              |                                                                |                                                      |               |
| 《芬妮与亚历山大》         | 安娜·阿斯普                                                    | —                                                    |               |
| 《星際大戰VI：絕地大反攻》 | 諾曼·雷諾茲、佛瑞德·霍爾 和 詹姆斯·L·朔普                      | 邁克爾·D·福特                                        |               |
| 《太空先锋》               | 傑佛瑞·柯克蘭、理查德·勞倫斯、W·史都華·坎貝爾 和 彼得·R·羅米洛 | 吉姆·波伊特 和 喬治·R·尼爾森                         |               |
| 《親密關係》               | 波莉·普拉特 和 哈羅德·邁克爾遜                                 | 湯姆·佩迪戈 和 安東尼·蒙德爾                         |               |
| 《楊朵》                   | 羅伊·沃克 和 萊斯·湯姆金斯                                     | 泰薩·戴維斯                                          |               |
| 1984 (第57屆)              |                                                                |                                                      |               |
| 《阿瑪迪斯》               | 派翠琪亞·馮·布蘭登史坦                                         | 卡雷爾·切爾尼                                        |               |
| 《威震太陽神》             | 阿爾伯特·布倫納                                                | 瑞克·辛普森                                          |               |
| 《棉花俱乐部》             | 理查德·賽爾伯特                                                | 喬治·蓋恩斯                                          |               |
| 《天生好手》               | 梅爾·伯恩 和 安傑洛·P·格雷厄姆                                 | 布魯斯·溫特勞布                                      |               |
| 《印度之旅》               | 約翰·鮑克斯                                                    | 休·斯卡夫                                            |               |
| 1985 (第58屆)              |                                                                |                                                      |               |
| 《遠離非洲》               | 史蒂芬·B·格萊姆斯                                              | 喬西·馬卡文                                          |               |
| 《巴西》                   | 諾曼·嘉伍德                                                    | 瑪姬·格雷                                            |               |
| 《紫色姊妹花》             | J·麥可·里瓦 和 博·維爾奇                                       | 琳達·迪希娜                                          |               |
| 《乱》                     | 村木与四郎 和 村木忍                                           | —                                                    |               |
| 《证人》                   | 史丹·喬利                                                      | 約翰·H·安德森                                        |               |
| 1986 (第59屆)              |                                                                |                                                      |               |
| 《窗外有藍天》             | 詹尼·夸蘭塔 和 布萊恩·阿克蘭-斯諾                              | 布萊恩·薩威格 和 埃里奧·阿爾特拉穆拉                 |               |
| 《异形2》                  | 彼得·雷蒙特                                                    | 克里斯皮安·薩里斯                                    |               |
| 《金钱本色》               | 伯里斯·列文                                                    | 卡倫・奧哈拉                                         |               |
| 《汉娜姐妹》               | 斯圖爾特·沃策爾                                                | 卡羅爾·喬夫                                          |               |
| 《教会》                   | 史都華·克雷格                                                  | 傑克·史蒂芬斯                                        |               |
| 1987 (第60屆)              |                                                                |                                                      |               |
| 《末代皇帝》               | 費迪南多·史卡費歐提                                            | 布魯諾·塞薩里 和 奧斯瓦爾多·德塞德里                 |               |
| 《太阳帝国》               | 諾曼·雷諾茲                                                    | 哈里·哥德威爾                                        |               |
| 《希望与荣耀》             | 安東尼·普拉特                                                  | 喬安妮·伍拉德                                        |               |
| 《那個時代》               | 山托·羅夸斯妥                                                  | 卡羅爾·喬夫、萊斯里·布洛姆 和 小喬治·迪迪塔          |               |
| 《铁面无私》               | 派翠琪亞·馮·布蘭登史坦 和 威廉·A·埃利奧特                      | 哈爾·高斯曼                                          |               |
| 1988 (第61屆)              |                                                                |                                                      |               |
| 《危險關係》               | 史都華·克雷格                                                  | 傑瑞德·詹姆士                                        |               |
| 《情比姊妹深》             | 阿爾伯特·布倫納                                                | 加勒特·劉易斯                                        |               |
| 《雨人》                   | 艾達·羅德                                                      | 琳達·迪希娜                                          |               |
| 《塔克：其人其夢》         | 迪安·塔沃拉里斯                                                | 阿爾敏·岡茨                                          |               |
| 《威探闖通關》             | 艾略特·斯科特                                                  | 彼得·霍維特                                          |               |
| 1989 (第62屆)              |                                                                |                                                      |               |
| 《蝙蝠侠》                 | 安東·佛斯特                                                    | 彼得·楊恩                                            |               |
| 《深渊》                   | 萊斯里·迪利                                                    | 安妮·庫莉安                                          |               |
| 《终极天将》               | 丹特·法拉提                                                    | 弗朗西斯卡·羅·夏沃                                   |               |
| 《溫馨接送情》             | 布魯諾·魯貝奧                                                  | 克里斯皮安·薩里斯                                    |               |
| 《光荣战役》               | 諾曼·嘉伍德                                                    | 加勒特·劉易斯                                        |               |

### 1990年代
| 年份                       | 片名                        | 美術指導                        | 場景設計           |
| 1990 (第63屆)              |                             |                                 |                    |
| -------------------------- | --------------------------- | ------------------------------- | ------------------ |
| 1990 (第63屆)              | 《狄克崔西》                | 理查德·賽爾伯特                 | 瑞克·辛普森        |
| 1990 (第63屆)              | 《大鼻子情圣》              | 埃齐奥·弗里杰里奥               | 雅各·罗谢尔        |
| 1990 (第63屆)              | 《与狼共舞》                | 傑佛瑞·比克羅夫特               | 丽莎·迪恩          |
| 1990 (第63屆)              | 《教父3》                   | 迪安·塔沃拉里斯                 | 蓋瑞・費迪斯       |
| 1990 (第63屆)              | 《哈姆雷特》                | 丹特·法拉提                     | 弗朗西斯卡·羅·夏沃 |
| 1991 (第64屆)              |                             |                                 |                    |
| 《豪情四海》               | 丹尼斯·蓋斯納               | 南茜・海格                      |                    |
| 《巴頓芬克》               | 丹尼斯·蓋斯納               | 南茜・海格                      |                    |
| 《奇幻城市》               | 梅爾·伯恩                   | 辛蒂·卡爾                       |                    |
| 《虎克船長》               | 諾曼·嘉伍德                 | 加勒特·劉易斯                   |                    |
| 《潮浪王子》               | 保羅·席爾勃                 | 卡里爾·海勒                     |                    |
| 1992 (第65屆)              |                             |                                 |                    |
| 《此情可問天》             | 露西安娜·阿瑞吉             | 伊恩·惠特克                     |                    |
| 《吸血鬼：真愛不死》       | 托馬斯·桑德斯               | 加勒特·劉易斯                   |                    |
| 《卓別林與他的情人》       | 史都華·克雷格               | 克里斯·A·巴特勒                 |                    |
| 《玩具兵团》               | 費迪南多·史卡費歐提         | 琳達·迪希娜                     |                    |
| 《殺無赦》                 | 亨利·巴姆斯特德             | 珍妮絲·布拉琪-古丁              |                    |
| 1993 (第66屆)              |                             |                                 |                    |
| 《辛德勒的名单》           | 艾倫·斯達斯基               | 伊娃·布勞恩                     |                    |
| 《阿達一族2》              | 肯·亚当斯                   | 馬文·馬奇                       |                    |
| 《纯真年代》               | 丹特·法拉提                 | 羅伯特·J·佛朗哥                 |                    |
| 《美麗佳人歐蘭朶》         | 本·范·奧斯 和 賈恩·羅爾夫斯 | —                               |                    |
| 《長日將盡》               | 露西安娜·阿瑞吉             | 伊恩·惠特克                     |                    |
| 1994 (第67屆)              |                             |                                 |                    |
| 《疯狂乔治王》             | 肯·亚当斯                   | 卡羅琳·斯科特                   |                    |
| 《百老匯上空子彈》         | 山托·羅夸斯妥               | 蘇珊·博德                       |                    |
| 《阿甘正传》               | 瑞克·卡特                   | 南茜・海格                      |                    |
| 《夜访吸血鬼》             | 丹特·法拉提                 | 弗朗西斯卡·羅·夏沃              |                    |
| 《真愛一世情》             | 莉莉·基爾弗特               | 多里·庫珀                       |                    |
| 1995 (第68屆)              |                             |                                 |                    |
| 《亂世情緣》               | 歐亨尼奧·薩內蒂             | —                               |                    |
| 《小公主》                 | 博·維爾奇                   | 謝麗爾·卡拉西克                 |                    |
| 《阿波罗13号》             | 麥可·柯瑞布里斯             | 梅里迪斯·博斯威爾               |                    |
| 《我不笨，所以我有話說》   | 羅傑·福特                   | 克里·布朗                       |                    |
| 《理查三世》               | 托尼·伯勒                   | —                               |                    |
| 1996 (第69屆)              |                             |                                 |                    |
| 《英倫情人》               | 史都華·克雷格               | 斯蒂芬妮·麥克米蘭               |                    |
| 《鸟笼》                   | 博·維爾奇                   | 謝麗爾·卡拉西克                 |                    |
| 《阿根廷，別為我哭泣》     | 布萊恩·莫里斯               | 菲利普·特吕尔(Philippe Turlure) |                    |
| 《肯尼斯布萊納之哈姆雷特》 | 提姆·哈維                   | —                               |                    |
| 《罗密欧与茱丽叶》         | 凱薩琳·馬丁                 | 碧姬·布羅赫                     |                    |
| 1997 (第70屆)              |                             |                                 |                    |
| 《鐵達尼號》               | 彼得·雷蒙特                 | 邁克爾·D·福特                   |                    |
| 《MIB星際戰警》            | 博·維爾奇                   | 謝麗爾·卡拉西克                 |                    |
| 《達賴的一生》             | 丹特·法拉提                 | 弗朗西斯卡·羅·夏沃              |                    |
| 《千鈞一髮》               | 賈恩·羅爾夫斯               | 南希·奈(Nancy Nye)              |                    |
| 《鐵面特警隊》             | 珍妮·歐普瓦                 | 傑伊·哈特                       |                    |
| 1998 (第71屆)              |                             |                                 |                    |
| 《莎翁情史》               | 馬丁·柴爾斯                 | 吉尔·奎蒂尔(Jill Quertier)      |                    |
| 《伊莉莎白》               | 約翰·邁爾                   | 彼得·霍維特                     |                    |
| 《歡樂谷》                 | 珍妮·歐普瓦                 | 傑伊·哈特                       |                    |
| 《搶救雷恩大兵》           | 托馬斯·桑德斯               | 丽莎·迪恩                       |                    |
| 《美夢成真》               | 歐亨尼奧·薩內蒂             | 辛蒂·卡爾                       |                    |
| 1999 (第72屆)              |                             |                                 |                    |
| 《斷頭谷》                 | 理查德·海因里希斯           | 彼得·楊恩                       |                    |
| 《安娜與國王》             | 露西安娜·阿瑞吉             | 伊恩·惠特克                     |                    |
| 《心塵往事》               | 大衛・葛羅曼(David Gropman) | 貝絲·魯比諾                     |                    |
| 《天才雷普利》             | 羅伊·沃克                   | 布魯諾·塞薩里                   |                    |
| 《酣歌暢戲》               | 伊芙・史都華                | 約翰・布希(John Bush)           |                    |

### 2000年代
- 2000年（第73届奥斯卡金像奖）：叶锦添（艺术指导） － 《卧虎藏龙》（Crouching Tiger, Hidden Dragon）
- 2001年（第74届奥斯卡金像奖）：凯瑟琳·马丁（艺术指导）、碧姬·布羅赫（道具） － 《紅磨坊》（Moulin Rouge!）
- 2002年 （第75届奥斯卡金像奖）：約翰·邁爾（艺术指导）、戈登·辛（英语：Gordon Sim）（道具） － 《芝加哥》（Chicago）
- 2003年 （第76届奥斯卡金像奖）：葛蘭特·梅傑（艺术指导）、丹·汉纳和艾倫·李（道具） － 《魔戒三部曲：王者再臨》（The Lord of the Rings: The Return of the King）
- 2004年 （第77届奥斯卡金像奖）：丹特·法拉提（艺术指导）、弗朗西斯卡·洛·夏沃（道具） － 《神鬼玩家》（The Aviator）
- 2005年 （第78届奥斯卡金像奖）：約翰·邁爾（艺术指导）、格雷琴·勞烏（英语：Gretchen Rau）（道具） － 《藝伎回憶錄》（Memoirs of a Geisha）
- 2006年 （第79届奥斯卡金像奖）：欧亨尼奥·卡巴贝罗（英语：Eugenio Caballero）（艺术指导）、皮拉·瑞威尔塔（英语：Pilar Revuelta）（道具）  － 《羊男的迷宮》（Pan's Labyrinth）
- 2007年 （第80届奥斯卡金像奖）：丹特·法拉提（艺术指导）、弗朗西斯卡·洛·夏沃（道具） － 《瘋狂理髮師：倫敦首席惡魔剃刀手》（Sweeney Todd: The Demon Barber of Fleet Street）
- 2008年（第81届奥斯卡金像奖）：唐纳德·格拉汉姆·伯特（英语：Donald Graham Burt）（艺术指导）、维克多·佐夫（英语：Victor J. Zolfo）（道具）  － 《班傑明的奇幻旅程》（The Curious Case of Benjamin Button）
- 2009年（第82届奥斯卡金像奖）：瑞克·卡特（英语：Rick Carter） 和 罗伯特·斯托姆伯格（艺术指导）、金·辛克莱尔（英语：Kim Sinclair）（道具） － 《阿凡达》（Avatar）

### 2010年代
- 2010年（第83届奥斯卡金像奖）：罗伯特·斯托姆伯格（艺术指导）、卡倫・奧哈拉（道具） － 《魔境夢遊》（Alice in Wonderland）
- 2011年（第84届奥斯卡金像奖）：丹特·法拉提（艺术指导）、弗朗西斯卡·羅·夏沃（道具） － 《雨果》（Hugo）
- 2012年（第85届奥斯卡金像奖）：瑞克·卡特（艺术指导）、金·艾瑞克森（英语：Jim Erickson）（道具） － 《林肯》（Lincoln）
- 2013年（第86届奥斯卡金像奖）：凱薩琳·馬丁（艺术指导）、貝維利·鄧恩（英语：Beverley Dunn (set decorator)）（道具） － 《大亨小传》（The Great Gatsby）
- 2014年（第87届奥斯卡金像奖）：亞當·斯托克豪森（艺术指导）、安娜·平諾克（道具） － 《布达佩斯大饭店》（The Grand Budapest Hotel）
- 2015年（第88届奥斯卡金像奖）：科林·吉布森（英语：Colin Gibson (production designer)）（艺术指导）、麗莎·湯普森（英语：Lisa Thompson (set decorator)）（道具） － 《瘋狂麥斯：憤怒道》（Mad Max: Fury Road）
- 2016年（第89届奥斯卡金像奖）：大衛·維斯克（英语：David and Sandy Reynolds-Wasco）（艺术指导）、桑迪·雷諾茲-沃斯科（英语：David and Sandy Reynolds-Wasco）（道具） － 《樂來越愛你》（La La Land）
- 2017年（第90届奥斯卡金像奖）：保羅·德納姆·阿斯特貝里（英语：Paul Denham Austerberry）（艺术指导）、沙恩·維埃（英语：Shane Vieau）和傑夫·梅爾文（英语：Jeff Melvin）（道具） － 《水底情深》（The Shape of Water）
- 2018年（第91届奥斯卡金像奖）：漢娜·貝希勒（艺术指导）、傑伊·哈特（道具）－ 《黑豹》（Black Panther）
- 2019年（第92届奥斯卡金像奖）：芭芭拉·凌（英语：Barbara Ling）（艺术指导）、南茜·海格（道具）－ 《從前，有個好萊塢》（Once Upon a Time in Hollywood）

### 2020年代
| 年份                   | 片名                              | 美術指導                         | 場景設計 |
| ---------------------- | --------------------------------- | -------------------------------- | -------- |
| 2020 第93屆            |                                   |                                  |          |
| 《曼克》               | 唐納德·格雷厄姆·伯特              | 尚·帕卡萊                        |          |
| 《困在时间里的父亲》   | 彼得·法蘭西斯                     | 凱茜·菲瑟史東                    |          |
| 《蓝调天后》           | 馬克·瑞克                         | 凯伦·奥哈拉和黛安娜·斯臘頓       |          |
| 《世界新闻》           | 大卫·克兰克                       | 伊莉莎白·基南                    |          |
| 《TENET天能》          | 奈森．克洛利                      | 凱西·盧卡斯                      |          |
| 2021 第94屆            |                                   |                                  |          |
| 《沙丘》               | 帕特里斯·弗米特                   | 祖珊娜·西波斯（Zsuzsanna Sipos） |          |
| 《玉面情魔》           | 塔玛拉·德维雷尔 (Tamara Deverell) | 沙恩·維埃                        |          |
| 《犬山記》             | 葛蘭特·梅傑                       | 安珀·理查兹 (Amber Richards)     |          |
| 《馬克白》             | 斯特凡·德尚 (Stefan Dechant)      | 南茜·黑格                        |          |
| 《西城故事》           | 亚当·斯托克豪森                   | 瑞纳·迪安基洛                    |          |
| 2022 第95屆            |                                   |                                  |          |
| 《西线无战事》         | 克里斯欽·M·戈貝克                 | 厄妮絲汀·西珀                    |          |
| 《阿凡達：水之道》     | 迪倫·科爾、班·普洛克特            | 凡妮莎·柯爾                      |          |
| 《巴比倫》             | 佛蘿倫西亞·馬丁                   | 安東尼·卡利諾                    |          |
| 《貓王艾維斯》         | 凯瑟琳·马丁、凱倫·墨菲            | 貝芙·鄧恩                        |          |
| 《法貝爾曼》           | 瑞克·卡特                         | 凱倫·歐哈拉                      |          |
| 2023 第96屆            |                                   |                                  |          |
| 《可憐的東西》         | 詹姆斯·普莱斯、肖娜·希斯          | 茱扎·米哈莱克                    |          |
| 《Barbie芭比》         | 莎拉·格林伍德                     | 凯蒂·斯宾塞                      |          |
| 《花月殺手》           | 傑克·菲斯克                       | 亚当·威利斯                      |          |
| 《拿破崙》             | 亞瑟·麦斯                         | 艾莉·格里夫                      |          |
| 《奧本海默》           | 露丝·德容                         | 克莱尔·考夫曼                    |          |
| 2024 第97屆            |                                   |                                  |          |
| 《魔法壞女巫》         | 内森·克劳利                       | 李·桑德尔斯                      |          |
| 《粗野派》             | 朱迪·贝克尔                       | 帕特里夏·库西亚                  |          |
| 《教宗選戰》           | 苏西·戴维斯                       | 辛西娅·斯莱特                    |          |
| 《沙丘：第二部》       | 帕特里斯·维梅特                   | 肖恩·维奥                        |          |
| 《吸血鬼：諾斯費拉圖》 | 克雷格·拉斯罗普                   | 比阿特丽斯·布伦特纳              |          |